# Volkersheim (Bockenem)
Volkersheim ist ein Stadtteil von Bockenem im Landkreis Hildesheim in Niedersachsen.

## Lage
Volkersheim liegt einen Kilometer nordöstlich vom Stadtzentrum von Bockenem entfernt. Die Bundesautobahn 7 verläuft östlich in einem Kilometer Entfernung.

## Geschichte

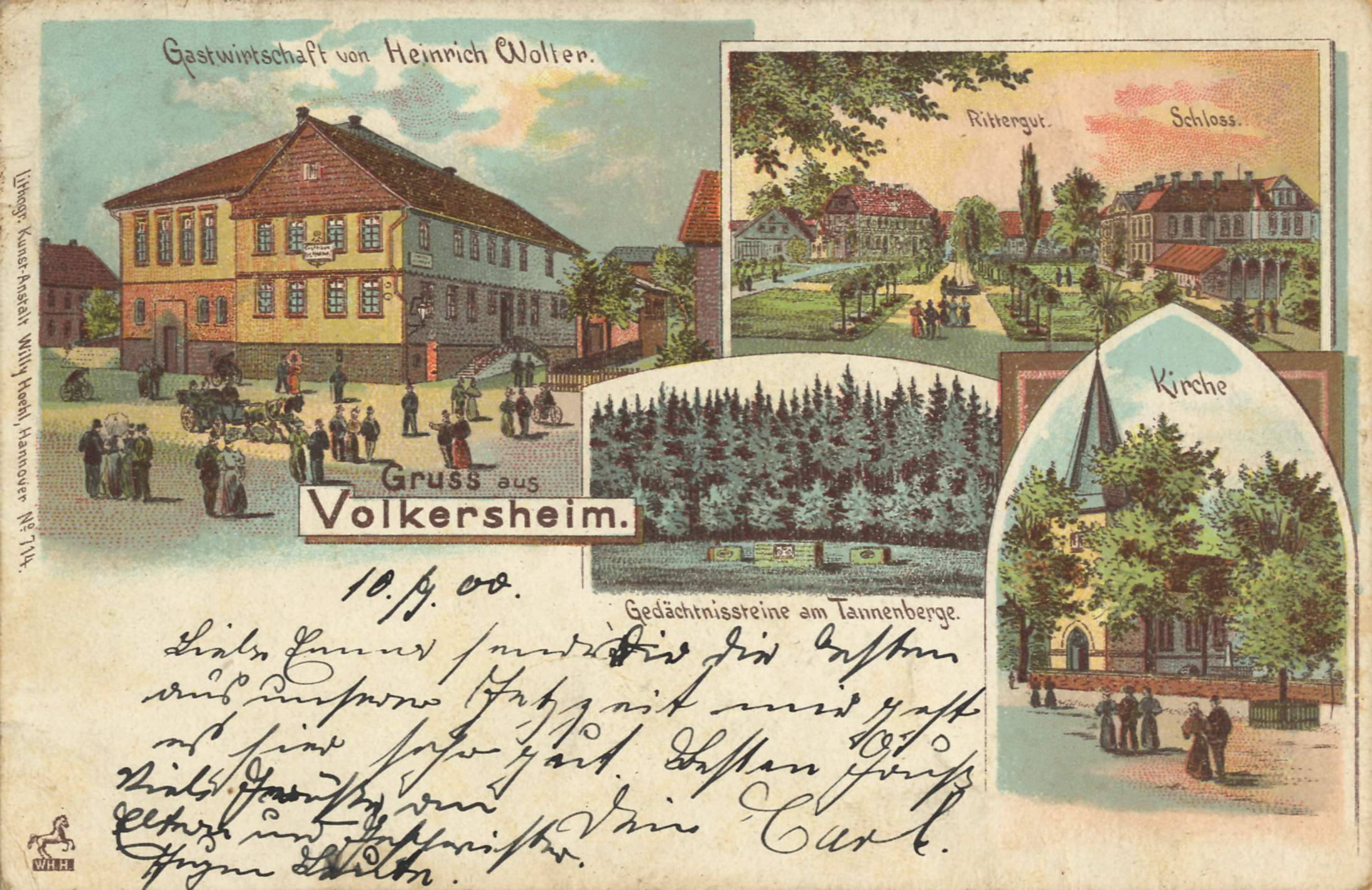
„Gruss aus Volkersheim“;
lithografierte Mehrbildkarte Nr. 714 von Willy Hoehl, um 1898

Die ersten urkundlichen Erwähnungen stammen aus dem 12. Jahrhundert im Zusammenhang mit der Klostergründung Backenrode. Der Ortsname ist auch ein alter Flurname. Besitz- oder Lehensrechte in dem Ort hatten im 13. Jahrhundert die Häuser Cramm, Woldenberg und Wallmoden, das Bistum Hildesheim und das Michaeliskloster, im 15. Jahrhundert Wilhelm der Ältere und im 16. Jahrhundert die Herzöge von Grubenhagen. Letztlich prägte aber das Haus Cramm den Ort dadurch, dass es im 17. Jahrhundert Gutshöfe gründete. Der jeweilige Grundherr übte gleichfalls das Patronat über Kirche und Schule aus und bemühte sich um Einflussnahme in der Landespolitik. Die Familie von Cramm stellten Anfang des 19. Jahrhunderts Deputierte der Hildesheimer Ritterschaft und Landräte. Die letzten Schlossbesitzer stammen ebenfalls aus dem alten niedersächsischen Adel, es ist die Familie von Gadenstedt-Gadenstedt. Deren Vertreter führen das Gut weiter bis in das 21. Jahrhundert.
Das örtliche Leben entwickelte sich ebenfalls weiter, die Freiwillige Feuerwehr Volkersheim wurde 1926 gegründet. Die ehemalige Gemeinde, die dem Landkreis Gandersheim angehörte, wurde am 1. März 1974 nach Bockenem eingemeindet.

## Politik
Der Ortsrat, der den Ortsteil Volkersheim vertritt, setzt sich aus fünf Mitgliedern zusammen. Die Ratsmitglieder werden durch eine Kommunalwahl für jeweils fünf Jahre gewählt.
Bei der Kommunalwahl 2021 ergab sich folgende Sitzverteilung:
- SPD: 3 Sitze
- CDU: 2 Sitze

## Gebäude

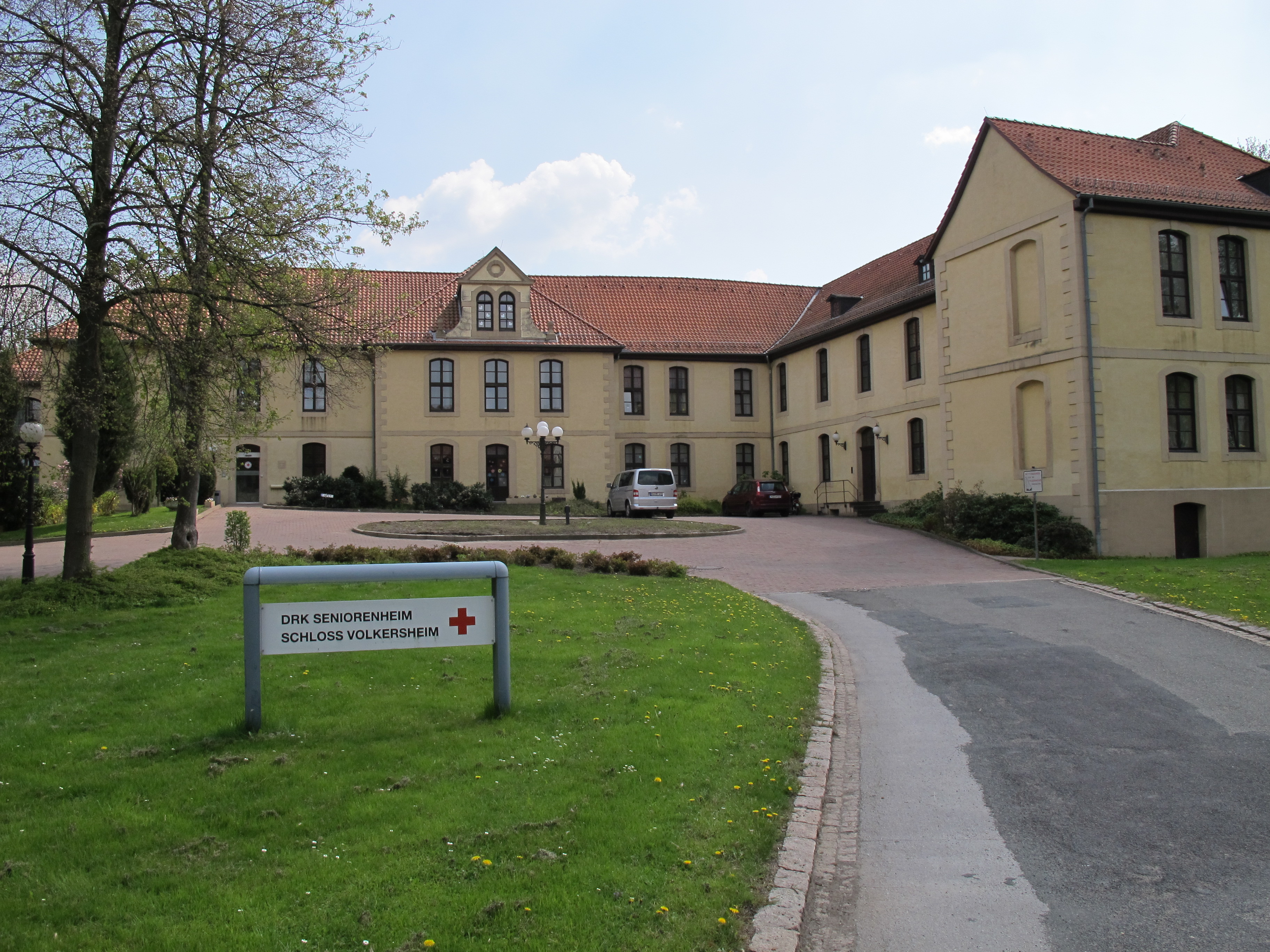
Schloss Volkersheim

- Die Dorfkapelle wurde 1590 anstelle einer Vorgängerkapelle gebaut und seitdem mehrfach umgebaut.
- Schloss Volkersheim von 1775
- Friedhofskapelle von 1972